# Grön spettpapegoja
Grön spettpapegoja (Micropsitta finschii) är en fågel i familjen östpapegojor inom ordningen papegojfåglar.

## Utseende och läte
Grön spettpapegoja är en mycket liten mestadels grön papegoja. Undersidan är ljusare, med gulaktig undersida på stjärten och blåaktig ovansida. Vissa har en blåaktig anstrykning på hjässan. Hanen har även en liten orangefärgad fläck på buken som honan saknar. Liknande rödbröstad spettpapegoja skiljer sig genom diagnostiskt ljus ansiktsteckning, med rött hos hanen, blått halsband och röd buk. Honan har en avgränsad blå hjässa. Bismarckhängpapegojan har längre stjärt och blå vingundersidor. Lätet är ett ljust "tsit" eller "tsee".

## Utbredning och systematik

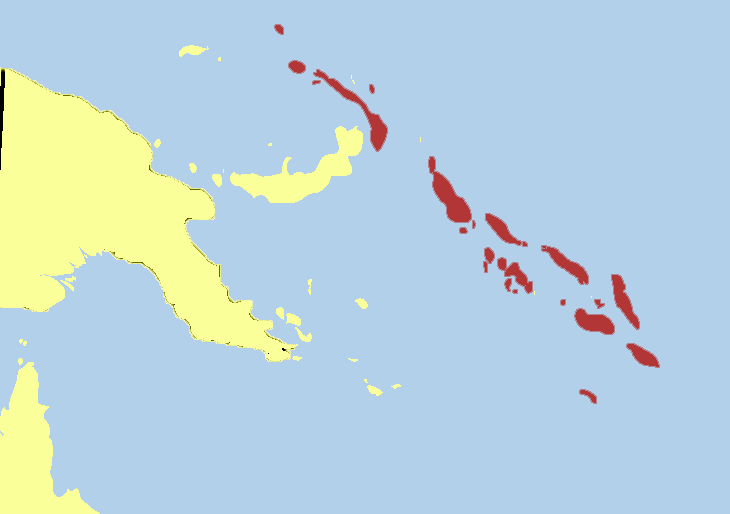

Grön spettpapegoja förekommer i Bismarckarkipelagen och Salomonöarna öster om Nya Guinea och delas in i fem underarter med följande utbredning:
- Micropsitta finschii viridifrons – Bismarckarkipelagen (New Hanover, Niu Ailan och Lihiröarna)
- Micropsitta finschii nanina – Salomonöarna (Bougainville, Choiseul och Santa Isabel)
- Micropsitta finschii tristrami – Vella Lavella, Kolombangara, Rendova och närliggande Salomonöarna
- Micropsitta finschii aolae – östra och centrala Salomonöarna (Russellöarna, Guadalcanal och Malaita)
- Micropsitta finschii finschii – sydöstra Salomonöarna (Ugi, Makira och Rennell)

## Levnadssätt
Grön spettpapegoja föredrar mestadels ursprunglig skog, men kan också hittas i ungskog. Den ses vanligen i låglänta områden, ibland dock upp till cirka 1000 meters höjd.

## Status och hot
Arten har ett stort utbredningsområde, men tros minska i antal, dock inte tillräckligt kraftigt för att den ska betraktas som hotad. Internationella naturvårdsunionen IUCN listar arten som livskraftig (LC).

## Namn

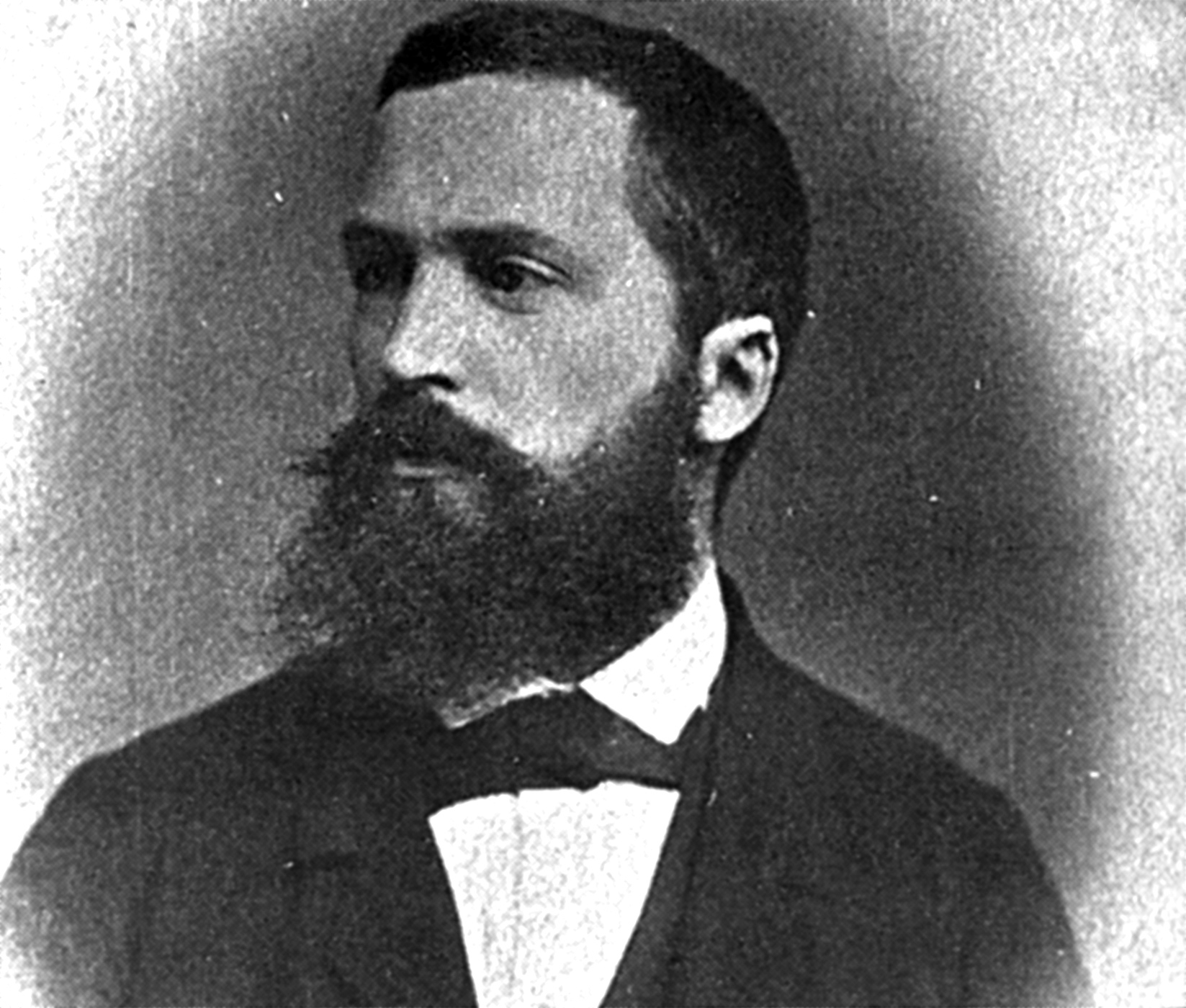
Otto Finsch har gett fågeln dess namn.

Fågelns vetenskapliga artnamn hedrar den tyske zoologen Otto Finsch (1839-1917).